# Dicranota exclusa
Dicranota exclusa är en tvåvingeart som först beskrevs av Walker 1848.  Dicranota exclusa ingår i släktet Dicranota och familjen hårögonharkrankar. Arten är reproducerande i Sverige. Inga underarter finns listade i Catalogue of Life.